# 興譲館短期大学
興譲館短期大学（こうじょうかんたんきだいがく）は、岡山県後月郡西江原町3169において1951年に設置が計画されていた日本の私立短期大学である。

## 概要
1950年、当時の文部省が発行した『戦後教育資料』にその記載がある。それによると、興譲館を母体に翌年の開学を目指して文部省に設置の認可申請を行っていたが、不認可となり設置を断念した。ちなみに興譲館はのちに学校法人となり、2023年現在は興譲館高等学校を置いている。

## 設置予定学科
- 商科[1]